# Dividendengarantie
Die Dividendengarantie ist in der Wirtschaft eine in bestimmten Situationen ausgesprochene Verpflichtung eines Emittenten, die bestimmten Aktionären eine Dividende sichern soll. 

## Allgemeines
Es handelt sich dabei nicht um eine Garantie im Rechtssinne, sondern um ein unmittelbares Leistungsversprechen, weil das gewährleistende Unternehmen auch gleichzeitig der Schuldner ist. Die beiden Fälle der Dividendengarantie betreffen entweder die Gewährleistung einer Dividende zu Gunsten der Aktionäre durch die Mehrheitsaktionäre oder bei Vorzugsaktien die Nachzahlungspflicht von Dividenden aus dividendenlosen Geschäftsjahren.

## Arten
Es gibt zwei Arten von Dividendengarantien:
- Mehrheitsaktionäre: Im Konzernrecht verlangt § 304 Abs. 1 AktG bei einem Gewinnabführungsvertrag oder Beherrschungsvertrag etwa zwischen Muttergesellschaft und Tochtergesellschaft einen angemessenen Ausgleich für die außenstehenden Aktionäre durch eine auf die Anteile am Grundkapital bezogene wiederkehrende Geldleistung (Ausgleichszahlung).[3] Unter dieser „wiederkehrenden Geldleistung“ ist die Dividendengarantie zu verstehen.
- Vorzugsaktien gewähren eine auf die Zukunft übertragbare Dividendengarantie. Sie bewirkt bei kumulativen Vorzugsaktien, dass die in einzelnen Jahren wegen unzureichender oder fehlender Gewinne nicht ausgezahlte Dividende als Nachzahlungsanspruch auf künftige Gewinnjahre vorgetragen wird.[4]

In beiden Fällen ist die Dividendengarantie von der Ertragslage abhängig. Fallen unzureichende oder keine Gewinne an, können aus ihr Rechte nur in der Zukunft hergeleitet werden.
Die Dividendengarantie von Vorzugsaktien muss nach § 26 Abs. 1 AktG in der Satzung der Kapitalgesellschaft unter dem Abschnitt „Sondervorteile/Sonderrechte“ berücksichtigt werden.

## Maßnahmen bei Nichterfüllung
Kann die Dividendengarantie bei kumulativen Vorzugsaktien zweimal hintereinander nicht eingehalten werden (beispielsweise wegen Verlusten), so spricht § 140 Abs. 2 AktG dem Aktionär ein Stimmrecht zu, bis die Rückstände gezahlt sind.

## Abgrenzung
Von der Dividendengarantie zu unterscheiden ist die Dividendenkontinuität. Letztere betrifft die Strategie eines Unternehmens im Rahmen des Shareholder Value, seinen Aktionären eine von der Ertragslage möglichst unabhängige Mindest-Dividende zu gewährleisten.